# The Next Penelope
The Next Penelope est un jeu vidéo de combat motorisé et de course développé et édité par Aurélien Regard, sorti en 2015 sur Windows, Mac et Linux, puis en 2017 et Nintendo Switch.

## Accueil
- Destructoid : 9/10[1]
- Jeuxvideo.com : 18/20[2]